# Grenzschichtangepasste Gitter
Die numerische Lösung von Problemen mit Grenzschichten, z. B. mit der Methode der finiten Elemente, erfordert Verfeinerungen des Gitters in Grenzschichtnähe--grenzschichtangepaßte Gitter.
Angenommen, die Lösung {\displaystyle u} einer Randwertaufgabe zweiter Ordnung auf dem Intervall {\displaystyle [0,1]} lasse sich zerlegen gemäß {\displaystyle u=S+E}. Dabei ist {\displaystyle S} eine glatte Funktion mit beschränkten Ableitungen, {\displaystyle E} jedoch eine Grenzschichtfunktion mit
{\displaystyle |E^{(k)}|\leq C\epsilon ^{-k}e^{-x/\epsilon },k=0,1,2}
{\displaystyle C} ist eine Konstante, {\displaystyle 0<\epsilon <<1} aber ein sehr kleiner Parameter. Damit ist {\displaystyle E} eine typische Grenzschichtfunktion, die sich extrem schnell in der Umgebung von {\displaystyle x=0} ändert.
Wenn man nun für eine Fehlerabschätzung der Methode der finiten Elemente mit linearen Splines den Interpolationsfehler auf einem äquidistanten Gitter der Schrittweite {\displaystyle h}
abschätzen will, so schätzt man separat den Anteil von {\displaystyle S} (das ist harmlos) und von {\displaystyle E} ab.
Da  {\displaystyle |E|_{1}}  sich wie {\displaystyle \varepsilon ^{-1/2}} verhält, wichtet man die {\displaystyle H^{1}}-Seminorm mit {\displaystyle \varepsilon ^{1/2}} und erhält
{\displaystyle \epsilon ^{1/2}|E-E^{I}|_{1}\leq C\epsilon ^{1/2}h|E|_{2}\leq C\epsilon ^{-1}h,\quad \|E-E^{I}\|_{0}\leq C\epsilon ^{-3/2}h^{2}.}
Dies deutet darauf hin, dass die Methode für kleine Werte von {\displaystyle \epsilon } und moderate {\displaystyle h} versagt, und tatsächlich zeigen dies auch numerische Experimente. Im eindimensionalen Fall könnte man zwar noch mit extrem kleinen Schrittweiten {\displaystyle h} arbeiten, im zwei- oder dreidimensionalen Fall ist dies wenig sinnvoll.
Gesucht werden deshalb sich bei {\displaystyle x=0} verdichtende Gitter
{\displaystyle 0=x_{0}<x_{1}<\cdots <x_{i}<\cdots <x_{N}=1}
mit der Eigenschaft, dass die Interpolationsfehler {\displaystyle \epsilon ^{1/2}|E-E^{I}|_{1}} bzw. {\displaystyle \|E-E^{I}\|_{0}} unabhängig von {\displaystyle \varepsilon }
die Größenordnung {\displaystyle N^{-1}} bzw. {\displaystyle N^{-2}} besitzen.

## Shishkin-Gitter
Der Einfachheit halber sei {\displaystyle N} eine gerade Zahl. Shishkin schlug 1988 im Zusammenhang mit Differenzenverfahren vor, stückweise äquidistante Gitter in den Intervallen {\displaystyle [0,x_{N/2}]} und  {\displaystyle [x_{N/2},1]} zu nutzen, wobei der Übergangspunkt  {\displaystyle \tau =x_{N/2}} definiert ist durch  {\displaystyle \tau :=2\varepsilon \ln N}. Diese Wahl sichert  {\displaystyle |E(\tau )|\leq CN^{-2}}. Das impliziert: nahe  {\displaystyle x=0} ist das Gitter sehr fein mit einer Schrittweite  {\displaystyle h} proportional zu  {\displaystyle \varepsilon N^{-1}\ln N}, im Intervall {\displaystyle [x_{N/2},1]} ist die Schrittweite {\displaystyle H}  signifikant größer von der Größenordnung {\displaystyle N^{-1}}.
Man schätzt nun den Interpolationsfehler separat auf beiden Teilintervallen ab. Auf dem feinen Intervall {\displaystyle [0,x_{N/2}]} gilt
{\displaystyle \epsilon ^{1/2}|E-E^{I}|_{1,f}\leq C\epsilon ^{1/2}h|E|_{2}\leq CN^{-1}\ln N,\quad \|E-E^{I}\|_{0,f}\leq C\epsilon ^{1/2}(N^{-1}\ln N)^{2}.}
Auf dem Intervall {\displaystyle [x_{N/2},1]} schätzt man nicht {\displaystyle (E-E^{I})} ab, sondern separat {\displaystyle E} und {\displaystyle E^{I}}.
Dies ist einfach für {\displaystyle \|E\|_{0,g}}, {\displaystyle \|E^{I}\|_{0,g}} und {\displaystyle \epsilon ^{1/2}|E|_{1,g}}. Zur Abschätzung von {\displaystyle \epsilon ^{1/2}|E^{I}|_{1,g}} nutzt man eine inverse Ungleichung, dies ist auf dem groben Gitter kein Problem. Letztlich erhält man
{\displaystyle \epsilon ^{1/2}|u-u^{I}|_{1}\leq CN^{-1}\ln N,\quad \|u-u^{I}\|_{0}\leq CN^{-2}.}
Wichtig: die Konstanten in beiden Abschätzungen sind von {\displaystyle \varepsilon } unabhängig.
Die gewonnenen Abschätzungen ermöglichen eine Fehlerabschätzung für die Finite-Elemente-Methode, die wegen des Faktors {\displaystyle \ln N} nur fast optimal ist. Bei linearen Elementen stört der Faktor wenig. Bei stückweise Polynomen vom Grad {\displaystyle k} ist der Einfluss des Faktors {\displaystyle (\ln N)^{k}}
für größere {\displaystyle k} beträchtlich.

### Shishkin-Typ-Gitter
Optimale Ergebnisse erhält man, wenn man die Shishkinidee modifiziert und im feinen Intervall {\displaystyle [0,x_{N/2}]} mit {\displaystyle x_{N/2}=2\varepsilon \ln N} nicht äquidistant verfeinert, sondern raffinierter. Die Gitterpunkte dort werden mit einer gittererzeugenden Funktion {\displaystyle \phi }, die stetig und monoton wachsend ist, definiert gemäß
{\displaystyle x_{i}=2\varepsilon \phi (i/N),\quad i=0,1,\cdots ,N/2.}
Ein Bakhvalov-Shishkin-Gitter erhält man speziell für
{\displaystyle \phi (t):=-\ln(1-2(1-N^{-1})t).}
Dieses Gitter liefert die optimalen Abschätzungen
{\displaystyle \epsilon ^{1/2}|u-u^{I}|_{1}\leq CN^{-1},\quad \|u-u^{I}\|_{0}\leq CN^{-2}.}

## Bakhvalov-Typ-Gitter
Hier wählt man einen anderen Übergangspunkt vom feinen zum groben Gitter, nämlich {\displaystyle x_{N/2}=2\varepsilon \ln 1/\varepsilon }  und nutzt im Intervall  {\displaystyle [0,x_{N/2}]} die gittererzeugende Funktion
{\displaystyle \phi (t):=-\ln(1-2(1-\varepsilon )t).}
Im Intervall {\displaystyle [x_{N/2},1]} ist das Gitter wieder äquidistant. Damit besitzt die globale gittererzeugende Funktion im Punkt
{\displaystyle x_{N/2}} eine nicht stetige Ableitung. Bei dem originalen Bakhvalov-Gitter (Bakhvalov 1969) dagegen ist die gittererzeugende Funktion stetig differenzierbar, dass macht aber deren Konstruktion unnötig kompliziert.
Für Bakhvalov-Typ-Gitter gelten ebenfalls die obigen optimalen Interpolationsfehlerabschätzungen für die Bakhvalov-Shishkin-Gitter. Dies ist ausreichend für die Analyse der Finite-Element-Methode für Reaktions-Diffusions-Gleichungen. Bei Konvektions-Diffusions-Gleichungen jedoch verursacht das Intervall  {\displaystyle [x_{N/2-1},x_{N/2}]} eines Bakhvalov-Typ-Gitters hinsichtlich optimaler Abschätzungen für die FEM Schwierigkeiten. Zhang and Liu umgingen diese 2020 mit der Hlfe einer modifizierten Interpolierenden für den Grenzschichtanteil.

## Rekursiv erzeugte Gitter
Man wählt {\displaystyle x_{1}=\varepsilon H} und dann rekursiv
```

  

    

      

        

          
x

          

            
i

            
+

            
1

          

        

        
=

        

          
x

          

            
i

          

        

        
+

        
g

        
(

        
ε

        
,

        
H

        
,

        

          
x

          

            
i

          

        

        
)

        
,

        

        
i

        
=

        
1

        
,

        
⋯

        
,

        
M

        
.

      

    

    
{\displaystyle x_{i+1}=x_{i}+g(\varepsilon ,H,x_{i}),\quad i=1,\cdots ,M.}

  

```

Am einfachsten ist die Wahl
```

  

    

      

        

          
x

          

            
i

            
+

            
1

          

        

        
=

        

          
x

          

            
i

          

        

        
+

        
H

        

          
x

          

            
i

          

        

      

    

    
{\displaystyle x_{i+1}=x_{i}+Hx_{i}}

  

```

nach Duran und Lombardi 2006, wobei man i.a. bis zu einem Punkt der Größenordnung {\displaystyle O(\varepsilon )} mit der konstanten Schrittweite {\displaystyle \varepsilon H} vorgeht und erst dann die Rekursion einsetzt. Für den Interpolationsfehler auf Duran-Lombardi-Gittern gilt
{\displaystyle \epsilon ^{1/2}|u-u^{I}|_{1}\leq CH,\quad \|u-u^{I}\|_{0}\leq CH^{2}.}
Allerdings ist die Zahl der verwendeten Gitterpunkte von {\displaystyle \ln(1/\varepsilon )} abhängig und damit auch die Interpolationsfehler, wenn man bezüglich der Anzahl der verwendeten Gitterpunkte misst.

## Der zweidimensionale Fall
Im Gebiet  {\displaystyle \Omega =(0,1)^{2}} mit genau einer Grenzschicht bei {\displaystyle x=0} mit der oben beschriebenen Grenzschichtfunktion werde
eine Finite-Elemente-Approximation einer Funktion   {\displaystyle u} gesucht.
Dann nutzt man in {\displaystyle x-} Richtung Gitterpunkte {\displaystyle \{x_{i}\}} eines grenzschichtangepaßten Gitters, in {\displaystyle y-} Richtung kann man ein äquidistantes Gitter mit Gitterpunkten {\displaystyle \{y_{j}\}} verwenden. Die Punkte  {\displaystyle \{x_{i},y_{j}\}} bilden ein Rechteckgitter, und bilineare finite Elemente auf diesem Gitter approximieren  {\displaystyle u} so wie im eindimensionalen Fall beschrieben in der Seminorm  {\displaystyle \varepsilon ^{1/2}|\cdot |_{1}} bzw. der Norm {\displaystyle ||\cdot ||_{0}}. Dies gilt auch für die linearen Elemente, die auf dem Dreiecksgitter definiert sind, welches aus dem Rechtecksgitter durch Einziehen von Diagonalen entsteht.
Da die Triangulierungen aber nicht quasiuniform sind, benötigt man für die Herleitung dieser Aussage sogenannte anisotrope Interpolationsfehlerabschätzungen, zu finden z. B. in einem Buch von Apel 1999.